# Xianshui
Xianshui (kinesiska: 鲜水) är en köping i Kina. Den är huvudort för häradet Dawu och ligger i provinsen Sichuan, i den sydvästra delen av landet, omkring 280 kilometer väster om provinshuvudstaden Chengdu. 
Runt Xianshui är det mycket glesbefolkat, med 6 invånare per kvadratkilometer. Det finns inga andra samhällen i närheten. Trakten runt Xianshui består i huvudsak av gräsmarker.
Genomsnittlig årsnederbörd är 1 138 millimeter. Den regnigaste månaden är juni, med i genomsnitt 253 mm nederbörd, och den torraste är december, med 5 mm nederbörd.